# La guardia bianca
La guardia bianca (in russo Белая гвардия?) è un romanzo di Michail Afanas'evič Bulgakov, pubblicato sulla rivista Rossija nel 1925.

## Trama
Ambientato in Ucraina tra la metà di dicembre del 1918 e la metà di febbraio del 1919, il romanzo narra le vicende dei tre fratelli Turbin (Aleksej, Elena e Nikolka) durante la Guerra civile russa mentre vari eserciti (l'Armata Rossa, l'Armata Bianca, l'Esercito Imperiale Tedesco e le forze della Repubblica Popolare Ucraina) combattono per il controllo della capitale Kiev. Personaggi storici come Symon Petljura, Pëtr Vrangel' e Pavlo Skoropad'skyj si intrecciano con personaggi di fantasia mentre la famiglia Turbin è coinvolta nei turbolenti effetti della Rivoluzione russa, della Guerra civile russa e della Guerra di indipendenza ucraina.
Dal romanzo deriva il dramma teatrale, scritto dallo stesso Bulgakov, I giorni dei Turbin, molto apprezzato da Stalin. Le vicende della trasposizione teatrale del romanzo per il Teatro d'arte di Mosca sono raccontate dallo stesso Bulgakov nell'opera satirica incompiuta Romanzo teatrale, dove il titolo viene trasformato in La neve nera.

## Personaggi
- Aleksej Vasil'evič Turbin, ex ufficiale medico dell'Armata imperiale russa e ora militante dalla parte dei bianchi. Ferito e colpito da tifo petecchiale, agonizza per giorni. Un (apparente) miracolo, ottenuto dalle convulse preghiere della sorella, lo riporta alla vita.
- Elena Turbin, innamorata del marito, lo sacrifica nelle sue preghiere per ottenere la salvezza dell'amato fratello.
- Nikolka Turbin, il fratello adolescente, combatte con eroismo disperato e mette a repentaglio la sua vita per recuperare e restituire alla famiglia il corpo del suo colonnello Naj-Turs, finito nel teatro anatomico sotto una catasta di cadaveri. Ciò gli permette di conoscere Irina, la giovane sorella del colonnello.
- Sergej Ivanovič Tal'berg, marito di Elena. Abbandonerà la moglie per mettersi in salvo all'estero e, divorziato, sposerà una donna ricca.
- Tenente Viktor Victorovič Myslaevskij, compare alla porta dei Turbin stremato e assiderato, dopo aver difeso i confini della città. Lascia presagire quanto sia debole e mal organizzato l'esercito bianco.
- Leonid Jur'evič Šervinskij, aiutante di battaglia nello Stato maggiore. È innamorato di Elena e durante le visite a casa dei Turbin darà prova delle sue abilità canore.
- Stepanov Fëdor Nikolaevič, conosciuto come "Karas" per via del suo aspetto piccolo e compatto che ricorda quello di una carpa.
- Malyšev, colonnello dell'esercito bianco
- Bolbotum, colonnello dell'esercito di Petljura
- Colonnello Feliks Naj-Turs, comandante delle scuola militare di Kiev, cade eroicamente, mentre tenta di salvare i suoi allievi dalle cariche dei soldati di Petljura.
- Julija Aleksandrovna Rejss. Salva Aleksej Turbin ferito, nascondendolo in casa e curandolo. Abita nella Malo-Provalnaja, dove pure si trova la casa dei Naj-Turs. Come prevede Aleksej, i fratelli continueranno a recarvisi, e ne verrà fuori qualcosa (finalmente) di lieto.
- Larion Larionovič, parente di campagna che si installa nella casa dei fratelli e vi porta simpatia e un po' di benessere economico.
- Vasilij Ivanovič Lisovič e la moglie, padroni di casa dei Turbin

## Commento
Bulgakov si dimostra un degno erede della grande narrativa russa, in particolare di Tolstoj, e del suo profondo sentimento religioso della vita.

## Edizioni italiane
- trad. e introduzione di Ettore Lo Gatto, Anonima Romana Editoriale, Roma 1930; Einaudi (collana "Nuovi coralli" n. 29), Torino, 1967 ISBN 88-06-34264-9; poi in Romanzi, con introduzione di Vittorio Strada (collana "Biblioteca dell'Orsa" n. 7), 1988. ISBN 88-06-11382-8.
- trad. Anjuta Gančikov, a cura di Milli Martinelli, Rizzoli (collana "BUR" n. 777), Milano, 1990. ISBN 88-17-16777-0; (collana "Superbur" n. 140), 2001. ISBN 88-17-12522-9.
- trad. in Romanzi e racconti, Newton Compton (collana "GTE" n. 63), Roma 1990.
- trad. in Romanzi e racconti, a cura di Mariėtta Čudakova, progetto editoriale di Serena Vitale, Mondadori (collana "I Meridiani"), Milano, 2000. ISBN 88-04-46918-8.
- trad. Serena Prina, Feltrinelli (collana "UE" n. 2226), Milano, 2011. ISBN 978-88-07-82226-1.